# アイドリング!!! 11thライブ〜めっちゃ近いぞ!ビッグエッグング!!!〜
『アイドリング!!! 11thライブ〜めっちゃ近いぞ!ビッグエッグング!!!〜』（アイドリング イレブンス ライブ めっちゃちかいぞ ビッグエッグング）は、日本の女性アイドルグループ・アイドリング!!!のライブBlu-ray Disc。2012年6月6日にポニーキャニオンからリリースされた。

## 背景・リリース
2011年12月4日にTOKYO DOME CITY HALL（TDCホール）で開催された、アイドリング!!!11thライブの夜公演をフル収録したBlu-ray Disc。全22曲収録の内、昼公演の「friend」が特典映像として収録されている。また、グループ初のBlu-ray Disc作品で、本作からアイドリング!!!の長時間ライブ作品は、同様のリリースとなる。
本編
TDCホールでは初の開催で、翌年1月に発売する17thシングル『MAMORE!!!』を、先行披露している。ほか、森本さやか (アナウンサー)率いるメンバー数名によるバンド演奏や、菊地亜美のピアノ伴奏、遠藤舞の生声独唱などを披露した。
その他
募集中であった、新メンバー5期生最終候補15名の御披露目も兼ねて行われ、その模様も収録されている。
1期生・谷澤恵里香とフォンチーが、開催直後の最後の2011年末に卒業した為、両名の本公演最後の出演となった。

## 出演者
- 遠藤舞・外岡えりか・谷澤恵里香・フォンチー・横山ルリカ・森田涼花・河村唯・長野せりな・酒井瞳・朝日奈央・菊地亜美・三宅ひとみ・橘ゆりか・大川藍・橋本楓・倉田瑠夏・伊藤祐奈・野元愛・後藤郁・尾島知佳

主な5期生最終候補（のちの加入メンバー）
- 高橋胡桃、石田佳蓮、玉川来夢、清久レイア

MC・ゲスト出演
- 森本さやか (アナウンサー)

## 収録曲
※は「MAMORE!!!」収録曲
本編 夜公演
1. Snow celebration
2. やらかいはぁと
3. 無条件☆幸福
4. アルファベットでこれなんだ!?〜保健室大作戦〜
5. GO EAST!!! GO WEST!!!
6. ダンスメドレー
7. NO. NEW YORK（バンド演奏）
8. 5期生最終候補お披露目
9. Don't think. Feel !!!
10. S.O.W. センスオブワンダー
11. 百花繚乱アイドリング!!!
12. MAMORE!!!※
13. SISTER
14. ガンバレ乙女(笑)
15. eve（アンコール）
16. 恋の20連鎖!!（アンコール）
17. 機種変エクスタシィ（アンコール）
18. baby blue（アンコール）
19. Like a shooting star（生声ver.）（Wアンコール）
20. Iのスタンダード（Wアンコール）
21. さよなら・またね・だいすき（Wアンコール）

特典映像 昼公演
1. friend（Wアンコール）